# Wojciech Chudy
Wojciech Chudy (ur. 8 grudnia 1947 w Dąbrowie, zm. 15 marca 2007 w Lublinie) – polski filozof, personalista, etyk, pedagog.
Syn Tadeusza Chudego i Anny Gładysz. Przebyta w dzieciństwie choroba przykuła go do wózka inwalidzkiego na całe życie. W latach 1972–1977 studiował na Wydziale Filozofii Katolickiego Uniwersytetu Lubelskiego. W 1980 r. obronił na KUL doktorat pt. "Refleksja a poznanie bytu. Refleksja in actu exercito i jej funkcja w poznaniu metafizykalnym". Od tegoż roku pracownik uczelni: dokumentalista Encyklopedii Katolickiej, w latach 1983–1996 starszy asystent i adiunkt Instytutu Jana Pawła II KUL. W 1994 r. otrzymał habilitację. Od 1995 do 1997 był ponadto wykładowcą na Uniwersytecie im. Marii Curie-Skłodowskiej w Lublinie. W latach 1996–2007 był kierownikiem Katedry Filozofii Wychowania Instytutu Pedagogiki na Wydziale Nauk Społecznych KUL. Wypromował sześcioro doktorantów.
W badaniach naukowych zajmował się głównie filozofią człowieka, filozofią poznania, metafizyką, nauczaniem Jana Pawła II, myślą filozoficzną Georga W. Hegla, antropologicznymi i aksjologicznymi aspektami niepełnosprawności. Zajmował się m.in. problematyką poznania istnienia - nawiązując głównie do tomizmu egzystencjalnego, oraz problematyką naoczności poznania - odwołując się do dorobku fenomenologii.
Działacz opozycji antykomunistycznej w PRL od lat 70. XX w. Członek lubelskiego środowiska młodych katolików "Spotkania", zastępca redaktora naczelnego opozycyjnego pisma "Miesiące". W 1981 roku poprowadził cykl wykładów z filozofii w ramach Wszechnicy Związkowej w Gdańsku. Po wprowadzeniu stanu wojennego, m.in. w jego lubelskim mieszkaniu mieściła się przez dłuższy czas redakcja podziemnego pisma "Spotkania".
Wieloletni członek zespołu redakcyjnego kwartalnika "Ethos" (m.in. zastępca redaktora naczelnego). Ponadto członek komitetu redakcyjnego "Roczników Nauk Społecznych" (redaktor naczelny zeszytu 2 pt.: "Pedagogika"), oraz członek lubelskiego oddziału Polskiego Towarzystwa Filozoficznego i Towarzystwa Naukowego KUL.
Nagrody, odznaczenia i wyróżnienia: II Nagroda w Konkursie im. R. Schneidera (1981, Hamburg), Nagroda Niezależnej Fundacji Popierania Kultury Polskiej POLCUL (Australia), Krzyż Komandorski Orderu Odrodzenia Polski (pośmiertnie w 2007).

## Twórczość
- Refleksje a poznanie bytu: refleksje "in actu exercito" i jej funkcja w poznaniu metafizykalnym (Redakcja Wydawnictw KUL 1984, ISBN 83-00-00420-3)
- Filozofie wieczyste w czas przełomu: gdańskie wykłady z filozofii klasycznej z roku 1981 (II obieg; Spotkania 1986)
- W łupinie orzecha, czyli filozofia bez przesady (Michalineum, 1992)
- Rozwój filozofowania a "pułapka refleksji": filozofia refleksji i próby jej przezwyciężenia (Redakcja Wydawnictw KUL 1993, ISBN 83-228-0326-5; 1995, ISBN 83-228-0466-0)
- Śniadanie u Sokratesa czyli trzy, cztery rzeczy najważniejsze (WAM 1999, ISBN 83-7097-528-3)
- Skosem w prawo. Między polityką a metafizyką (W Drodze 1999, ISBN 83-7033-379-6)
- Filozofia kłamstwa. Kłamstwo jako fenomen zła w świecie osób i społeczeństw (Volumen 2003, ISBN 83-7233-059-X)
- Drugie śniadanie u Sokratesa czyli trzy, cztery rzeczy najważniejsze (Sumus 2004, ISBN 83-910965-1-3)
- Kłamcy profesjonalni? Praca dyplomaty i szpiega w ujęciu etyki (Maternus Media 2004, ISBN 83-89701-25-1)
- Społeczeństwo zakłamane. 1. Esej o społeczeństwie i kłamstwie 2. Kłamstwo jako metoda (Oficyna Naukowa 2006, ISBN 978-83-7459-034-1)

## Prace redakcyjne
- Teatr bezsłownej prawdy: "Scena Plastyczna" Katolickiego Uniwersytetu Lubelskiego (Redakcja Wydawnictw Katolickiego Uniwersytetu Lubelskiego 1990)
- Z Karolem Wojtyłą myśląc Ojczyzna (Towarzystwo Naukowe Katolickiego Uniwersytetu Lubelskiego 2002, ISBN 83-7306-059-6)
- Jan Paweł II, Fides et ratio: tekst i komentarze (wespół z Tadeuszem Styczniem; Katolicki Uniwersytet Lubelski 2003, ISBN 83-7363-137-2)